# وانغ جينغوي
كان وانغ جينغوي (من 4 مايو 1883 حتى 10 نوفمبر 1944) سياسيًا صينيًا، وُلد باسم وانغ زهاومينغ، والمعروف باسمه المستعار جينغوي. كان في البداية عضوًا في الجناح اليساري لحزب الكومينتانغ، وقاد حكومة في ووهان المعارضة للحكومة اليمينية في نانجينغ، لكنه أصبح فيما بعد مناهضًا للشيوعية بشكل متزايد بعد أن انتهت جهوده للتعاون مع الحزب الشيوعي الصيني بالفشل السياسي. تغيّر توجهه السياسي بشدة نحو اليمين في وقت لاحق من حياته المهنية بعد أن تعاون مع اليابانيين.
كان وانغ شريكًا مقربًا من سون يات-سين طوال العشرين عامًا الأخيرة من حياة صن. بعد وفاة صن عام 1925، انخرط وانغ في صراع سياسي مع شيانغ كاي شيك للسيطرة على الكومينتانغ، لكنه خسر. بقي وانغ داخل الكومينتانغ، مع استمرار خلافاته مع تشيانغ حتى اندلاع الحرب الصينية اليابانية الثانية في عام 1937، واستمر ذلك حتى دعوة الإمبراطورية اليابانية لتشكيل حكومة تعاونية مدعومة من اليابان في نانكينغ. خدم وانغ كرئيس للدولة لهذه الحكومة اليابانية العميلة حتى وفاته، قبل وقت قصير من نهاية الحرب العالمية الثانية. ما يزال إرثه مثيرًا للجدل بين المؤرخين. على الرغم من أنه لا يزال يُنظر إليه على أنه مساهم مهم في ثورة شينهاي، لكن شكّل تعاونه مع الإمبراطورية اليابانية موضوعًا هامًا للنقاش الأكاديمي، وغالبًا ما تعتبره الروايات النموذجية خائنًا في حرب المقاومة.

## النشأة وتعليمه
وُلد وانغ في سانشوي، قوانغدونغ، ولكن من أصل تشجيانغي، وذهب إلى اليابان كطالب دولي برعاية حكومة أسرة تشينغ في عام 1903، وانضم إلى تونغمينغوي في عام 1905. عندما كان شابًا، كان يلوم وانغ أسرة تشينغ على تخلف الصين، وضعفها في محاربة استغلال القوى الإمبريالية الغربية. أثناء وجوده في اليابان، أصبح وانغ من المقربين من صن يات صن، ثم أصبح لاحقًا أحد أهم أعضاء حزب الكومينتانغ المبكر. كان من بين القوميين الصينيين في اليابان الذين تأثروا باللاسلطوية الروسية، ونشر عددًا من المقالات في المجلات التي حررها تشانغ رينجي ووو تشيوي ومجموعة اللاسلطويين الصينيين في باريس.

## مهنته المبكرة
في السنوات التي سبقت ثورة شينهاي في عام 1911، كان وانغ نشطًا في معارضة حكومة تشينغ. اكتسب وانغ مكانة بارزة خلال هذه الفترة كمتحدث عام ممتاز ومدافع قوي عن القومية الصينية. سُجن بتهمة التآمر لاغتيال الوصي، الأمير تشون، واعترف بذنبه في المحاكمة. وبقي في السجن منذ عام 1910 حتى انتفاضة ووهان في العام التالي، وأصبح بطلًا قوميًا عند إطلاق سراحه.
أثناء وبعد ثورة شينهاي، حدد وانغ حياته السياسية من خلال معارضته للإمبريالية الغربية. في أوائل العشرينات من القرن الماضي، شغل العديد من المناصب في حكومة صن يات صن الثورية في قوانغتشو، وكان العضو الوحيد في الدائرة المقربة من صن لمرافقته في رحلات خارج إقليم الكومينتانغ (حزب الكومينتانغ) في الأشهر التي سبقت وفاة صن مباشرة. يعتقد الكثيرون أنه صاغ وصية صن خلال الفترة القصيرة التي سبقت وفاته في شتاء عام 1925. واعتبره البعض أحد المنافسين الرئيسيين ليحلوا محل صن كزعيم لحزب الكومينتانغ، لكنه فقد السيطرة في النهاية على الحزب والجيش أمام تشيانغ كاي شيك. من الواضح أن وانغ فقد السيطرة على حزب الكومينتانغ بحلول عام 1926، عندما نجح تشيانغ، بعد حادثة السفينة الحربية تشونغشان، في إرسال وانغ وعائلته لقضاء إجازة في أوروبا. كان من المهم بالنسبة لشيانغ أن يبتعد وانغ عن غوانغدونغ بينما كان تشيانغ يطرد الشيوعيين من حزب الكومينتانغ لأن وانغ كان آنذاك زعيم الجناح اليساري لحزب الكومينتانغ، وكان متعاطفًا بشكل خاص مع الشيوعيين والشيوعية، وربما كان سيعارض تشيانغ في حال بقائه في الصين.

## إدارة نظام وانغ جينغوي
كان لدى الصينيين في ظل النظام وصول أكبر إلى الكماليات المرغوبة في زمن الحرب، وكان اليابانيون يتمتعون بأشياء مثل الكبريت والأرز والشاي والقهوة والسيجار والأطعمة والمشروبات الكحولية، والتي كانت نادرة في اليابان نفسها، لكن أصبحت السلع الاستهلاكية أكثر ندرة بعد دخول اليابان الحرب العالمية الثانية. في الأراضي الصينية التي احتلتها اليابان، ارتفعت أسعار الأساسيات بشكل كبير، مع توسع المجهود الحربي الياباني. وازدادت الأسعار في شنغهاي عام 1941 بمقدار 11 ضعفًا.
غالبًا ما كانت الحياة اليومية صعبة في جمهورية الصين القومية التي تسيطر عليها حكومة نانجينغ، وتطور ذلك أكثر مع تحول الحرب ضد اليابان (في عام 1943). لجأ السكان المحليون إلى السوق السوداء للحصول على المواد اللازمة. عمل كل من كيمبيتاي الياباني وتوكو والشرطة الصينية المتعاونة والمواطنين الصينيين في خدمة اليابانيين على مراقبة المعلومات ومراقبة أي معارضة وتعذيب الأعداء والمعارضين. أُنشئت وكالة سرية محلية، سُميت «تيوو» بمساعدة «مستشاري» الجيش الياباني. وأنشأ اليابانيون مراكز اعتقال لأسرى الحرب ومعسكرات اعتقال ومراكز تدريب الكاميكازي لتعليم الطيارين.
نظرًا لأن حكومة وانغ كانت تسيطر فقط على الأراضي الواقعة تحت الاحتلال العسكري الياباني، كان هناك قدر محدود من قدرة المسؤولين الموالين لوانغ على تخفيف معاناة الصينيين تحت الاحتلال الياباني. أصبح وانغ نفسه نقطة محورية في المقاومة المعادية لليابان. وصفه كل من حزب الكومينتانغ والشيوعيين بأنه «خائن رئيسي». لم يحظى وانغ وحكومته بشعبية كبيرة لدى السكان الصينيين، الذين اعتبروهم خونة لكل من الدولة الصينية وهوية الهان الصينية. قوّضت المقاومة حكم وانغ باستمرار.
كانت استراتيجية نظام التعليم المحلي هي خلق قوة عاملة مناسبة للعمل في المصانع والمناجم وللعمل اليدوي بشكل عام. حاول اليابانيون أيضًا تقديم ثقافتهم ولباسهم للصينيين. أدت الشكاوى والتحريض إلى تطوير التعليم الصيني وجعله أكثر جدوى. بُنيت معابد الشنتو والمراكز الثقافية المماثلة من أجل غرس الثقافة والقيم اليابانية. توقفت هذه الأنشطة في نهاية الحرب.